# Instituut voor Veeteeltkundig Onderzoek
Het Instituut voor Veeteeltkundig Onderzoek (IVO) "Schoonoord" was een Nederlands onderzoeksinstituut van 1939 tot 1994. Het vond zijn oorsprong in het zoölogisch laboratorium van de Universiteit Utrecht. Het betrof de universitaire werkgemeenschap voor endocrinologie, opgericht door J.J. Duyvené de Wit en L.H. Bretschneider in 1939.
Deze groep uit de begintijd verrichtte onderzoek over hormoonwerking bij bittervoorntjes. Daarnaast werd in 1945 de werkgroep voor kunstmatige inseminatie opgericht. In 1946 gingen de tot dan op informele leest geschoeide werkgemeenschappen op in twee nieuw opgerichte TNO-werkgroepen, de Werkgroep voor Endocrinologisch Onderzoek bij Landbouwhuisdieren en de Werkgroep voor Kunstmatige Inseminatie. In 1951 werden de beide werkgroepen samengevoegd tot een Werkgroep voor Veeteeltkundige Onderzoekingen. In 1952 werd de werkgroep omgezet tot Instituut voor Veeteeltkundig Onderzoek TNO en ondergebracht bij de Landbouworganisatie TNO.  In 1957 werd het van een TNO instituut tot een onderzoekstichting onder het ministerie van Landbouw en Visserij.
In 1954 werd in Zeist het landgoed Schoonoord met naastgelegen boerderij aangekocht, het hoofdgebouw werd echter pas in 1963 voltooid. Proefbedrijf de Bunzing, voor proeven met runderen werd eind 1958 in gebruik genomen. In 1961 werd in Maartensdijk het varkensonderzoekbedrijf Bantam gebouwd en in 1971 kwam daar 't Gen in Lelystad bij, voor grootschalige en langlopende fokkerij- en vleesproductie experimenten voor rundvee en schapen. Op 2 november 1994 fuseerden het Instituut voor Veeteeltkundig Onderzoek met het Centraal Diergeneeskundig Instituut (CDI) het Instituut voor Veevoeding onderzoek (IVVO) en Centrum voor Onderzoek en Voorlichting in de Pluimveehouderij (COVP) tot ID-DLO (Instituut voor Dierhouderij en Diergezondheid).